# Caspar Ermes

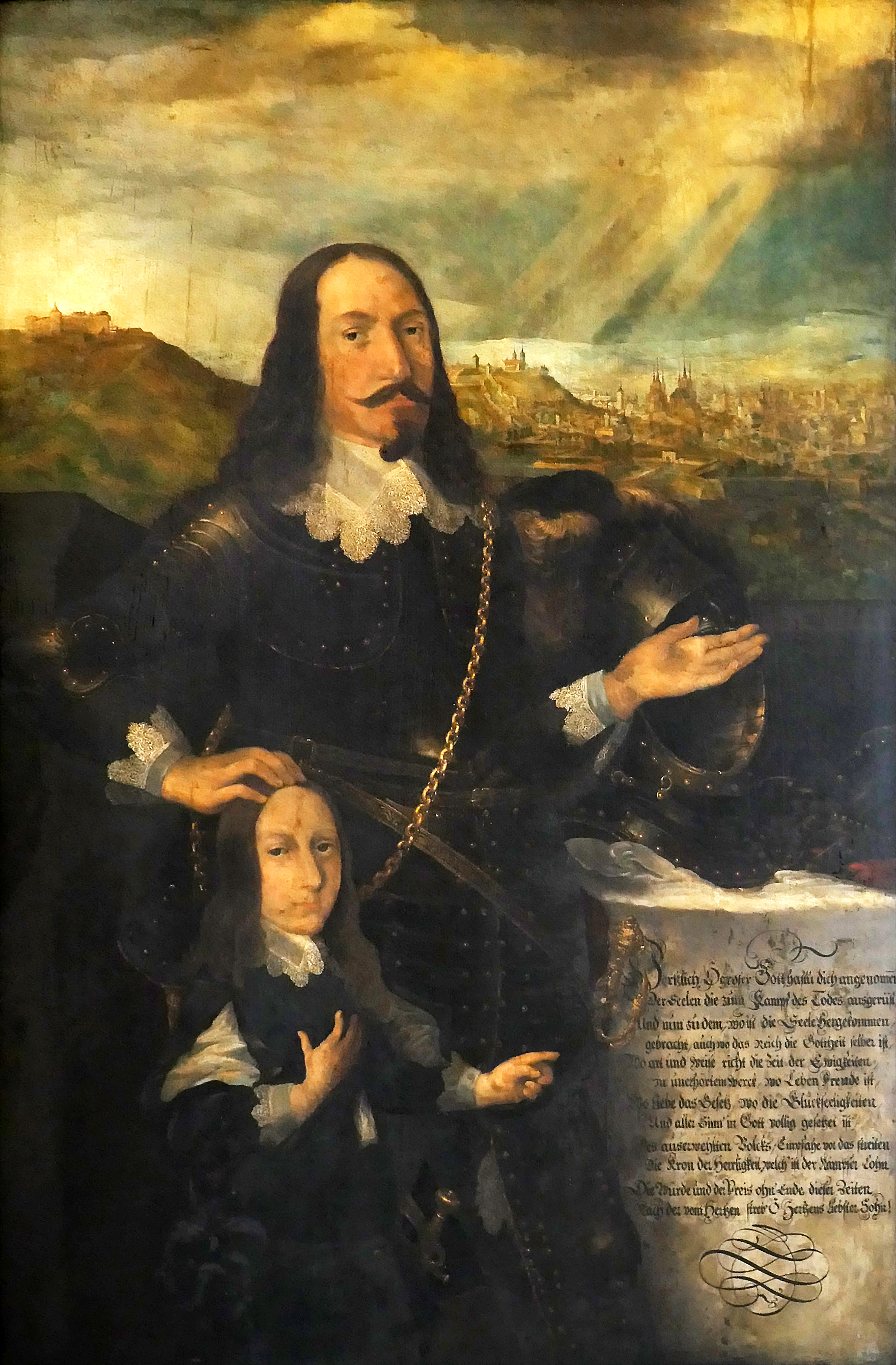
Caspar Ermes mit Sohn (Christian Richter um 1650)

Caspar Ermes (* Dezember 1592; † 22. Mai 1648 in Erfurt) war ein schwedischer Oberst während des Dreißigjährigen Krieges. 

## Leben

### Herkunft und Familie
Caspar Ermes war Angehöriger des livländischen Adelsgeschlecht Ermes, welches seit dem 15. Jahrhundert um Ermes als Lehnsnehmer und Vasallen des Deutschen Ordens urkundlich auftrat. Seine Eltern waren Caspar Ermes und Gertrud Schwartz aus Kurland.
Er vermählte sich mit Gräfin Anna von Loewenwolde (1609–1645). Aus der Ehe überlebten ihn sein Sohn und drei Töchter:
- Johann Caspar Ermes († 1681), schwedischer Rittmeister und Ordnungsrichter in Riga
- Barbara Gertrude Ermes (1632–1654), ⚭ Gustav Magnus von der Pahlen (1617–1691), Kapitän
- Margarethe Ermes, ⚭ Johann von Rosen auf Kekkau († 1658)
- Anna Elisabeth Ermes

### Werdegang
Ermes trat in schwedischen Militärdienst und war im Jahr 1629 Rittmeister einer Kompanie. 1631 avancierte er zum Oberstleutnant, wurde nacheinander Kommandant in Ochsenfurt und Windsheim und stieg schließlich 1633 zum Oberst auf. Von 1633 bis 1634 war Ermes Kommandant der finnischen Garnison von Königshofen und Schweinfurt, wechselte in gleicher Stellung im Juli 1634 nach Augsburg. Hier erwarb er bei der Verteidigung der Stadt und dem Arrangement mit dem Stadtrat große Verdienste.
Der schwedische Feldmarschall Johan Banér ernannte ihn im April/Mai 1640 als Nachfolger des schwedischen Obristen Heinrich von der Goltz zum schwedischen Gouverneur über die thüringischen Staaten und zum Stadtkommandanten von Erfurt. Als solcher wirkte er bis zu seinem Tod, der in Folge einer unter dem Kommando von Carl Gustav Wrangel bei Hof zugezogenen Kriegsverletzung vorzeitig eintrat. Ermes wurde ebenda in der Kaufmannskirche begraben.
Bereits im Jahr 1597 wurde dem frühverwaisten Caspar Ermes durch König Sigismund III. der elterliche Hof zu Kokenberg als Besitz bestätigt. König Gustav Adolph verlieh ihm dazu das Gut Wiegantshof. Ermes wurden weiterhin Güter bei Fulda und die Kommende Griefstedt doniert. 1647 erwarb er den Reichelhof bei Schweinfurt und erhielt Sporcks Pfandbesitz in Unterpleichfeld und im Stift Fulda nach dessen Übergang ins kaiserliche Lager geschenkt.